# 一代宗師
《一代宗師》（英語：The Grandmaster），於2013年上映的一部電影。所講的是詠春高手葉問及一眾武術家的故事。王家衛導演，袁和平、袁信義、凌志華和袁祥仁任動作設計，梁朝偉、章子怡、張震、趙本山領銜主演。電影2013年1月先後在中國大陸、香港、澳门和台灣上映。2013年8月在美國首映。
《一代宗師》參與了全球多個地方的電影節。在第33屆香港電影金像獎中囊括12個大獎，在第50屆金馬獎囊括5項大獎（入圍11項），在兩大頒獎典禮中皆為獲獎數及入圍數最多的電影。在不少海外電影頒獎禮中，亦多次獲得提名及獎項。在第86屆奧斯卡金像獎中，得到「最佳攝影」及「最佳服裝設計」兩項提名。
《一代宗師3D》在2015年1月上映，王家衛稱這是影片的「終極版」。

## 劇情概述
中華武士會會長、八卦形意門掌門宫寶森，從北方來到廣東佛山舉辦引退儀式。其首徒馬三在宴上打傷了佛山武人，以致當地武術界推舉詠春高手葉問出戰宫寶森。葉問得勝後，宫寶森女兒宮若梅（宮二）旋即挑戰葉問，贏回一仗。
1937年，日本侵華戰事爆發，打算去東北的葉問無奈要取消行程。1938年10月，佛山淪陷，葉家大宅被日軍徵用，葉問變成一無所有，生活艱難，二女死於饑饉。燈叔死於日軍轟炸，金樓被漢奸接管。
1939年，宮二前赴大學習醫途中，在火車上相助一線天擺脫日本人追捕。1940年，馬三投日成了汉奸，與宫寶森反目並把其打死。宮二為復仇推掉婚事、入道、發誓終身不嫁不授徒。1940年的大年夜，宮二在東北決戰馬三，最终取勝也同時受到嚴重內傷。
1950年，葉問移居到香港，在大南街傳授詠春。同年一線天也流亡到了香港，開設了白玫瑰理髮廳，同時在港傳授八極拳。1950年大年夜，葉問與在港行醫的宮二重逢，宮二開設醫館，依誓不婚嫁、不留後、不傳藝，1953年病逝香港。葉問在香港把詠春發揚光大，傳遍世界。

## 3D版
2015年1月上映的《一代宗师3D》片长111分钟，比原来的130分钟少10多分钟，它以在北美上映的版本为基础，与原作相比进行了大幅剧情调整，比原版的故事剧情更紧凑连贯，新增剧情包括：宫二重现六十四手，叶问和一线天在香港比武的戏份，叶问与宫二书信传情，叶问穿西装拍照的旁白，赵本山片尾彩蛋谈认清自我；删减剧情有：赵本山、宋慧乔、张智霖、张震、金士杰等人的戏份消失或大调整，其中张震和赵本山被剪的比例最大，宫二复仇不再是主情节，小沈阳被张震摆平戏份消失，广州沦陷后叶问生活困窘的描写，宫宝森出殡路上遭遇拦截少掉幾段對話等。

## 記事
- 當年一部《2046》拍攝5年之久，被認為是王家衛最耗時間的影片，而新片《一代宗師》卻以10年的周期輕鬆打破了這個「最慢」紀錄。[10][11]
- 2011年7月19日，推出預告片。[12][13][14][15]
- 2013年1月6日，在北京舉行全球首映禮。觀影後，王家衛導演和衆主創齊齊在銀幕前與眾交流。[16]
- 2013年1月8日，在中國内地上映，在香港舉行首映禮。
- 2013年1月10日，在香港上映。
- 2013年1月18日，在台灣上映。
- 2013年2月7日，作為第63屆柏林電影節的開幕影片上映。[17]
- 2013年6月16日，作為韓國舉行的「中國電影節」的開幕影片上映。[18]
- 2013年8月30日，在美國上映。[19]
- 2013年9月，確定代表香港角逐2014年奧斯卡金像獎最佳外語片。[20]無奈得不到提名。洛杉磯時報指：「對於負責選拔提名的那幫老年人來说，王家衛還是太新潮了。」[21]
- 2015年1月5日，《一代宗師3D》在北京首映。[6]
- 2015年1月8日，《一代宗師3D》在中國公映。[6]

### 幕後籌備
該電影之中，男女主角梁朝偉、章子怡、張震均為了電影親身學習相關武術，並且達到真正的專業水準。如張震所學八極拳，則在專業的武術比賽中取得一等獎殊榮，因此該電影中，包括梁朝偉在內的演員並沒有採用替身。

### 宗师帖
电影发送1218张“宗师帖”感谢观众，信封上书“宗师帖”三字，信封正面贴着电影背景的邮票，信封背面则是《一代宗师》的限量版纪念邮票，信封上盖有“香港九龍”、“广东佛山”、“北平”、“奉天”等地的邮戳。

## 演員及人物
| 演員   | 角色               | 背景、故事 | 電影以外資料、備註 |
| 梁朝偉 | 葉問               | 佛山詠春高手。受當地武術界推舉，應戰由東北前來的中華武士會現任會長宮寶森，接下其開出的題目，拆解得勝。宮若梅隨即前來挑戰，葉問在比拚中，出手阻止宮若梅下跌，反而踏裂金樓階梯落敗。1950年抵港，開始在大南街授徒。更重遇宮若梅，鼓勵她傳揚武藝不果。後來中港邊境關閉，再沒有回過佛山。1972年逝世，一生傳藝無數，把詠春發揚光大。 | |
| 章子怡 | 宮若梅（宮二）     | 八卦形意門宗師宫寶森的獨女，得到宮寶森的柔勁，是宮家六十四手的唯一傳人。為保宮家聲譽，背着父親挑戰葉問取勝。1939年赴西北大學習醫，在火車上遇到一線天，助其脫捕。後來父親被大弟子馬三殺害，為復仇推掉婚事、入道、發誓終身不嫁、不育、不傳藝，終於在決戰馬三時以一手「白猿托桃」取勝，但同時受到嚴重內傷。後來在香港開設醫寓，並重遇葉問。1953年病逝。 | 施劍翹是其參考對象之一。 |
| 張震   | 一線天             | 八極拳高手。在火車上受日軍搜捕，重傷之際為宫若梅搭救。1950年流亡香港，以武力手段脫離了特務組織。後來開設了「白玫瑰理髮廳」，並把八極拳傳入香港。 | 國民黨藍衣社軍統殺手。刺殺汪精衛失敗。其理髮店開設在宮若梅醫寓附近。參考對象是劉雲樵、李書文。                                                       |
| 赵本山 | 丁连山             | 宫寶森師兄。兩人多年不見，後在佛山重遇，勸宫寶森不可強求佛山武術界加盟中華武士會。戰後移居香港。 | 北方暗殺團殺手，暗地推翻滿清政權。 |
| 小沈阳 | 三江水             | 小混混。在香港為了收取保护费，反而拜师一线天。 | 來自東北，原本跟隨宮家。在香港被打後，找宮二治傷。                                                                                                   |
| 宋慧喬 | 張永成             | 葉問妻子。戰後留在佛山，並未隨葉問至香港。1960年逝世。 | 粤語配音：何静雯 |
| 王庆祥 | 宫羽田，又稱宫寶森 | 八卦形意門掌門，中華武士會會長。合併了八卦門和形意門，開創了宮家「六十四手」的威名，聯合了十幾個門派加入中華武士會，並推動北拳南傳。因弟子馬三打傷佛山武人，而與葉問較量，開出了「你能掰開我手中這塊餅嗎？」的題目，此題目出自二十五年前的佛山高手葉雲表，宮寶森以此題來考驗同為佛山高手的葉問，落敗後自承在武術想法上遜於葉問，更自言將名聲送給了葉問，希望葉問以後能發揚武術。後來馬三投靠了日本人，宮寶森欲以一手絕活「老猿掛印」勸其回頭不果，出手欲廢其武藝，最後馬三使出「老猿掛印」一式想證明宮寶森是錯的，但因馬三不聽宮寶森「老猿掛印回首望」的教誨因而露出破綻，宮寶森原可以「白猿托桃」一式傷他，卻因一時心軟，反為所傷致死。 絕活：老猿掛印、葉裡藏花、白猿托桃 | 角色取自宮寶田。 |
| 張晉   | 馬三               | 宫寶森大弟子，得到宮寶森的剛勁。1940年投靠日本，出任满洲国奉天協和會會長。因為投日與宮寶森反目，在宮寶森教誨他時打死師父。後來被前來復仇的宮若梅重創慘敗，戰敗後領悟了宮寶森所謂的「老猿掛印回首望」的深刻含義。 | 名叫馬得月。 |
| 尚鐵龍 | 老姜，又名福星       | 原是清朝劊子手，民國後得到宮寶森收留，數十年來服侍宮家兩父女。 | |
| 袁和平 | 陳華順             | 葉問的詠春師父。 | 國語版配音：田壮壮 |
| 張智霖 | 名伶一哥           | 佛山金樓中，唱粵曲的名伶。 | 在北美版和3D重映版里被删去 |
| 盧海鵬 | 燈叔               | 佛山武術界中的長輩，佛山共和樓（金樓）老闆。在日軍侵華時被炸死。 | 國語版配音：张国立 |
| 劉家勇 | 鐵橋勇             | 佛山武人。在金樓以洪拳等雜家功夫為葉問試招。 | |
| 王玨   | 三爺               | 宮寶森的結拜兄弟，在宮家蔭下多年的武人。 | 角色應該是「三爺」，而非片尾字幕的「七爺」。宮若梅在火車站聽來的是「三爺、五爺也從關裡趕過來。」而此角色年齡也比五爺大。在北美版和3D重映版里被删去。 |
| 金士傑 | 五爺               | 宮寶森的結拜兄弟，在宮家蔭下多年的武人。 | 在北美版和3D重映版里被删去 |
| 劉洵   | 先生瑞             | 金樓帳房先生領班，形意拳高手。在金樓為葉問試招。 | |
| 王滿成 | 八爺               | | |
| 黎烈弓 | 鐵鞋七             | 電影開始時在雨中大戰葉問。 | |
| 周小飛 | 三姐               | 金樓京班寮口嫂班頭，八卦掌高手。在金樓為葉問試招。 | |
| 徐錦江 | 熊委員             | 在佛山金樓宫寶森引退儀式之宴會上，坐其身旁。 | 北美版和3D重映版里在开篇雨中打戏之后为宫羽田介绍叶问资料                                                                                             |
| 吳廷燁 | 壽哥               | 佛山武術界中人。與一眾武人硬推葉問出戰宮寶森。 | |
| 梁達弘 | 雄哥               | 港九飯店總工會負責人，習武之人。會見登門的葉問，商量在港傳授詠春，請葉問指教後拜師，並安排其居所。 | |
| 羅莽   | 黑面神             | 香港武人。領着一大群手下聲稱向葉問拜師，實則踢館。 | |
| 吳雲飛 | 政工               | 一線天原屬的特務組織之首領。 | 軍統南滿站特務組長。 |

### 提及人物
- 葉靄多，葉問父親。
- 贊先生，即梁贊。
- 張蔭桓，張永成祖輩。
- 李任潮，即李济深，字任潮。中国国民党军人，陆军一级上将。领导发动闽变。中共建政后历任中央人民政府副主席、全国人大常委会副委员长、全国政协副主席、中国国民党革命委员会主席。
- 李存義，參與創立中華武士會。片中為宮寶森大師兄。
- 葉雲表，中華武士會首屆會長。

## 電影書
| 年份       | 書名                                      | 作者                 | 出版社                                 | ISBN               |
| ---------- | ----------------------------------------- | -------------------- | -------------------------------------- | ------------------ |
| 2013-01-16 | 《一代宗師（王家衛功夫美學 限量珍藏版）》 | 王家衛、澤東電影公司 | 新經典文化。精裝。繁體中文             | ISBN 9789868885431 |
| 2013-02-01 | 《一代宗師（王家衛功夫美學）》            | 王家衛、澤東電影公司 | 新經典圖文傳播有限公司。平裝。繁體中文 | ISBN 9789868885479 |

## 電影原聲帶
《一代宗師電影原聲帶》於2013年8月20日在網上 iTunes 發行，收錄16首電影配樂。
| The Grandmaster (Original Motion Picture Soundtrack) | The Grandmaster (Original Motion Picture Soundtrack) | The Grandmaster (Original Motion Picture Soundtrack) | The Grandmaster (Original Motion Picture Soundtrack) |
| 曲序                                                 | 曲目                                                 | 词曲                                                 | 时长                                                 |
| ---------------------------------------------------- | ---------------------------------------------------- | ---------------------------------------------------- | ---------------------------------------------------- |
| 1.                                                   | Main Theme I - Opening                               | Shigeru Umebayashi, Nathaniel Mechaly                | 1:38                                                 |
| 2.                                                   | Main Theme II - Dreaming of the 64 Hands             | Shigeru Umebayashi                                   | 2:51                                                 |
| 3.                                                   | Love Theme I                                         | Shigeru Umebayashi                                   | 1:52                                                 |
| 4.                                                   | Love Theme II                                        | Shigeru Umebayashi                                   | 3:54                                                 |
| 5.                                                   | Beijing Opera - Si Lang Tan Mu                       |                                                      | 4:56                                                 |
| 6.                                                   | The Gold Pavilion                                    | Shigeru Umebayashi                                   | 2:06                                                 |
| 7.                                                   | Manchuria Express                                    | Shigeru Umebayashi, Nathaniel Mechaly                | 3:18                                                 |
| 8.                                                   | Action 150                                           | Vichaya Vatanasapt, Traithep Wongpaiboon & Nathaniel | 2:31                                                 |
| 9.                                                   | Sorekara Epilogue I -- Kokuhaku                      | Shigeru Umebayashi                                   | 2:44                                                 |
| 10.                                                  | Moyou (from the film "Sorekara")                     | Shigeru Umebayashi                                   | 2:51                                                 |
| 11.                                                  | Opium                                                | Shigeru Umebayashi & Nathaniel Mechaly               | 2:02                                                 |
| 12.                                                  | Casta Diva (from the opera "Norma")                  | Vinenzo Bellini                                      | 1:44                                                 |
| 13.                                                  | Main Theme IV - The Sacrifice                        | Shigeru Umebayashi & Nathaniel                       | 1:46                                                 |
| 14.                                                  | La Donna Romantica                                   | Ennio Morricone                                      | 4:28                                                 |
| 15.                                                  | Once Upon a Time in America: Deborah's Theme         | Ennio Morricone                                      | 3:32                                                 |
| 16.                                                  | Manchurian Bolero                                    | Nathaniel Mechaly & Shigeru Umebayashi               | 2:45                                                 |

## 音乐
音乐由梅林茂和纳撒尼尔-梅查利创作，其中两部作品由埃尼奥·莫里康内创作，原版《圣母悼歌》由斯特凡诺·伦蒂尼创作。这首歌并没有出现在原声CD中，而是由米兰唱片公司单独发行，名为王家卫《一代宗师》中的圣母悼歌。这首歌在香港iTunes原创音乐榜上排名第一。

## 票房
香港總票房為21,292,885 港元，是2013年港產電影票房第五位。
| 上一届： 《十二生肖》         | 2013年中国内地一周票房冠军 第2-3周（1月7日—1月20日） | 下一届： 《007：大破天幕杀机》  |
| 上一届： 《孤星淚》           | 2013年香港週末票房冠军 第2-3周（1月10日—1月20日）    | 下一届： 《格林雙俠：獵巫世紀》 |
| 上一届： 《少年Pi的奇幻漂流》 | 2013年台北週末票房冠軍 第3周（1月18日—1月20日）      | 下一届： 《女巫獵人》           |

## 獎項及提名
| 獎項                         | 類別                 | 名字                                    | 結果 |
| ---------------------------- | -------------------- | --------------------------------------- | ---- |
| 第32届大众电影百花奖         | 最佳電影             | 《一代宗師》                            | 獲獎 |
| 第32届大众电影百花奖         | 最佳導演             | 王家衛                                  | 提名 |
| 第32届大众电影百花奖         | 最佳編劇             | 邹静之、徐浩峰、王家衛                  | 提名 |
| 第32届大众电影百花奖         | 最佳女主角           | 章子怡                                  | 獲獎 |
| 第32届大众电影百花奖         | 最佳男配角           | 張晉                                    | 提名 |
| 第33屆香港電影金像獎         | 最佳電影             | 《一代宗師》                            | 獲獎 |
| 第33屆香港電影金像獎         | 最佳導演             | 王家衛                                  | 獲獎 |
| 第33屆香港電影金像獎         | 最佳編劇             | 邹静之、徐浩峰、王家衛                  | 獲獎 |
| 第33屆香港電影金像獎         | 最佳男主角           | 梁朝偉                                  | 提名 |
| 第33屆香港電影金像獎         | 最佳女主角           | 章子怡                                  | 獲獎 |
| 第33屆香港電影金像獎         | 最佳男配角           | 張晉                                    | 獲獎 |
| 第33屆香港電影金像獎         | 最佳攝影             | Philippe Le Sourd                       | 獲獎 |
| 第33屆香港電影金像獎         | 最佳剪接             | 張叔平、Benjamin Courtines、潘雄耀      | 獲獎 |
| 第33屆香港電影金像獎         | 最佳美術指導         | 張叔平、邱偉明                          | 獲獎 |
| 第33屆香港電影金像獎         | 最佳服裝造型設計     | 張叔平                                  | 獲獎 |
| 第33屆香港電影金像獎         | 最佳動作設計         | 袁和平                                  | 獲獎 |
| 第33屆香港電影金像獎         | 最佳原創電影音樂     | 梅林茂、Nathaniel Mechaly               | 獲獎 |
| 第33屆香港電影金像獎         | 最佳音響效果         | Robert Mackenzie 、Traithep Wongpaiboon | 獲獎 |
| 第33屆香港電影金像獎         | 最佳視覺效果         | Pierre Buffin                           | 提名 |
| 第8屆亞洲電影大獎            | 最佳電影             | 《一代宗師》                            | 獲獎 |
| 第8屆亞洲電影大獎            | 最佳導演             | 王家衛                                  | 獲獎 |
| 第8屆亞洲電影大獎            | 最佳編劇             | 邹静之、徐浩峰、王家衛                  | 提名 |
| 第8屆亞洲電影大獎            | 最佳男主角           | 梁朝偉                                  | 提名 |
| 第8屆亞洲電影大獎            | 最佳女主角           | 章子怡                                  | 獲獎 |
| 第8屆亞洲電影大獎            | 最佳攝影             | Philippe Le Sourd                       | 獲獎 |
| 第8屆亞洲電影大獎            | 最佳剪接             | 張叔平、Benjamin Courtines、潘雄耀      | 提名 |
| 第8屆亞洲電影大獎            | 最佳美術指導         | 張叔平、邱偉明                          | 獲獎 |
| 第8屆亞洲電影大獎            | 最佳造型設計         | 張叔平                                  | 獲獎 |
| 第8屆亞洲電影大獎            | 最佳原創音樂         | 梅林茂、Nathaniel Mechaly               | 獲獎 |
| 第8屆亞洲電影大獎            | 最佳視覺效果         | Pierre Buffin                           | 提名 |
| 第二十屆Chlotrudis Awards    | 最佳摄影             | Philippe Le Sourd                       | 提名 |
| 第四届北京国际电影节         | 天坛奖               | 《一代宗師》                            | 提名 |
| 第四届北京国际电影节         | 最佳摄影             | Philippe Le Sourd                       | 獲獎 |
| 第四届北京国际电影节         | 最佳女主角           | 章子怡                                  | 獲獎 |
| 第四届北京国际电影节         | 最佳導演             | 王家衛                                  | 獲獎 |
| On Line影評人協會獎          | 最佳摄影             | Philippe Le Sourd                       | 提名 |
| 國家評論協會                 | 五大外語電影         |                                         | 獲獎 |
| 第二十屆香港電影評論學會大獎 | 最佳電影             | 《一代宗師》                            | 獲獎 |
| 第二十屆香港電影評論學會大獎 | 最佳導演             | 王家衛                                  | 提名 |
| 第二十屆香港電影評論學會大獎 | 最佳編劇             | 邹静之、徐浩峰、王家衛                  | 提名 |
| 第二十屆香港電影評論學會大獎 | 最佳男演員           | 梁朝偉                                  | 提名 |
| 第二十屆香港電影評論學會大獎 | 最佳女演員           | 章子怡                                  | 獲獎 |
| 第86屆奧斯卡金像獎           | 最佳摄影             | Philippe Le Sourd                       | 提名 |
| 第86屆奧斯卡金像獎           | 最佳服装设计         | 張叔平                                  | 提名 |
| 第8屆香港電影導演會年度大獎  | 最佳電影             | 《一代宗師》                            | 獲獎 |
| 第8屆香港電影導演會年度大獎  | 最佳導演             | 王家衛                                  | 獲獎 |
| 第8屆香港電影導演會年度大獎  | 最佳女主角           | 章子怡                                  | 獲獎 |
| 第8屆香港電影導演會年度大獎  | 最佳男主角           | 梁朝偉                                  | 獲獎 |
| 第29届中国电影金鸡奖         | 最佳導演             | 王家衛                                  | 提名 |
| 第29届中国电影金鸡奖         | 最佳女主角           | 章子怡                                  | 提名 |
| 第29届中国电影金鸡奖         | 最佳男配角           | 王慶祥                                  | 獲獎 |
| 第29届中国电影金鸡奖         | 最佳錄音             | 陈光                                    | 提名 |
| 第29届中国电影金鸡奖         | 最佳美術             | 張叔平、邱偉明                          | 獲獎 |
| 第50屆金馬獎                 | 最佳導演             | 王家衛                                  | 提名 |
| 第50屆金馬獎                 | 最佳劇情片           | 《一代宗師》                            | 提名 |
| 第50屆金馬獎                 | 最佳男主角           | 梁朝偉                                  | 提名 |
| 第50屆金馬獎                 | 最佳女主角           | 章子怡                                  | 獲獎 |
| 第50屆金馬獎                 | 最佳攝影             | Philippe Le Sourd                       | 獲獎 |
| 第50屆金馬獎                 | 最佳視覺效果         | Pierre Buffin                           | 獲獎 |
| 第50屆金馬獎                 | 最佳美術設計         | 張叔平、 邱偉明                         | 獲獎 |
| 第50屆金馬獎                 | 最佳造型設計         | 張叔平                                  | 獲獎 |
| 第50屆金馬獎                 | 最佳動作設計         | 袁和平                                  | 提名 |
| 第50屆金馬獎                 | 最佳剪輯             | Benjamin Courtines、潘雄耀              | 提名 |
| 第50屆金馬獎                 | 最佳音效             | Robert Mackenzie、Traithep Wongpaiboon  | 提名 |
| 第50屆金馬獎                 | 觀眾票選最佳影片     | 《一代宗師》                            | 獲獎 |
| 第56屆亞太影展               | 最佳導演             | 王家衛                                  | 提名 |
| 第56屆亞太影展               | 最佳劇情片           | 《一代宗師》                            | 提名 |
| 第56屆亞太影展               | 最佳男主角           | 梁朝偉                                  | 提名 |
| 第56屆亞太影展               | 最佳女主角           | 章子怡                                  | 獲獎 |
| 第56屆亞太影展               | 最佳攝影             | Philippe Le Sourd                       | 獲獎 |
| 第56屆亞太影展               | 最佳美術指導         | 張叔平、 邱偉明                         | 提名 |
| 第56屆亞太影展               | 最佳音樂             | 梅林茂、Nathaniel Mechaly               | 提名 |
| 第56屆亞太影展               | 最佳剪輯             | Benjamin Courtines、潘雄耀              | 提名 |
| 第56屆亞太影展               | 最佳音效             | Robert Mackenzie、Trithep Wongpaiboon   | 提名 |
| 第20屆北京大學生電影節       | 最佳女演員           | 章子怡                                  | 提名 |
| 第7屆亚太电影大奖            | 最佳女演員           | 章子怡                                  | 獲獎 |
| 第15届中国电影华表奖         | 优秀女演员           | 章子怡                                  | 獲獎 |
| 第15届中国电影华表奖         | 优秀对外合拍片       |                                         | 獲獎 |
| 第15届中国电影华表奖         | 优秀电影技术         |                                         | 提名 |
| 第28屆美國攝影師協會奬       | 最佳攝影             | Philippe Le Sourd                       | 提名 |
| 2014年华语电影传媒大奖       | 百家传媒年度致敬电影 | 《一代宗師》                            | 提名 |
| 2014年华语电影传媒大奖       | 最佳電影             | 《一代宗師》                            | 提名 |
| 2014年华语电影传媒大奖       | 最佳導演             | 王家衛                                  | 提名 |
| 2014年华语电影传媒大奖       | 最佳女主角           | 章子怡                                  | 獲獎 |
| 2014年华语电影传媒大奖       | 最佳男主角           | 梁朝偉                                  | 提名 |
| 2014年华语电影传媒大奖       | 最佳男配角           | 王慶祥                                  | 獲獎 |
| 2014年华语电影传媒大奖       | 最佳男配角           | 張晉                                    | 提名 |
| 2014年华语电影传媒大奖       | 最受矚目表現         | 張晉                                    | 提名 |

## 外部連結
- 香港影庫上《一代宗師》的資料（繁體中文）
- 豆瓣电影上《一代宗師》的資料 （简体中文）
- 时光网上《一代宗師》的資料（简体中文）
- 開眼電影網上《一代宗師》的資料（繁體中文）
- 互联网电影数据库（IMDb）上《一代宗師》的资料（英文）
- AllMovie上《一代宗師》的资料（英文）